# Rindswurst
Rindswürste oder Rinderwürste sind Würste, die als Fleischanteil nur Rindfleisch enthalten. Als Fett kann neben Rinderfett auch Speck vom Schwein zugesetzt sein. Je nach Rezept handelt es sich um Roh-, Brüh- oder Kochwürste. Bekannte Rindswurstsorten sind:
- Frankfurter Rindswurst (Brühwurst)
- Westfälische Rinderwurst (Kochwurst)

Andere, nicht als Rindswurst bezeichnete Würste können ebenfalls Rindfleisch enthalten, wie z. B. Wiener Würstchen. Für jüdische und islamische Gläubige werden auch traditionell aus Schweinefleisch hergestellte Wurstsorten ausschließlich aus Rindfleisch (oder in Kombination mit Kalbfleisch, Lammfleisch oder Geflügelfleisch) produziert.
In der Pfalz und in Hessen wird die Rindswurst als „die Koscher“ bezeichnet.